# 1862 no desporto

## Eventos
- 16 a 28 de junho: Torneio de xadrez de Londres de 1862, vencido por Adolf Anderssen.[1]
- 28 de novembro: Fundação do Notts County Football Club em Inglaterra, o primeiro clube de futebol profissional do mundo.

## Nascimentos
| Data       | Nome              | Profissão  | Nacionalidade    | Observações | Ref   |
| ---------- | ----------------- | ---------- | ---------------- | ----------- | ----- |
| 5 de março | Siegbert Tarrasch | enxadrista | Reino da Prússia | m. 1934     | [ 2 ] |

## Mortes
| Data | Nome | Profissão | Nacionalidade | Observações | Ref |
| ---- | ---- | --------- | ------------- | ----------- | --- |